# Die unvollendete Symphonie meines Lebens
Ernst Viebig – Die unvollendete Symphonie meines Lebens ist ein autobiographischer Roman des Komponisten und Kapellmeisters Ernst Viebig. Viebig berichtet darin über seine Kindheit und Jugend in Berlin im Hause berühmter und wohlhabender Eltern – sein Vater war der Verleger Friedrich Theodor Cohn, seine Mutter die seinerzeit bekannte spätnaturalistische Schriftstellerin Clara Viebig. Dieser Lebensabschnitt nimmt mit dem Ersten Weltkrieg ein Ende, als Ernst sich freiwillig zum Militär meldet. Er erlebt er die „Goldenen Zwanziger Jahre“ und den Wandel Berlins am Vorabend der „Machtergreifung“ Adolf Hitlers, deren politische Auswirkungen schließlich zu seiner Migration nach Brasilien führen.

## Handlung
Als wichtiges Motiv zieht sich durch die gesamte Darstellung die Beeinträchtigung des Verhältnisses zwischen den Eltern und dem Sohn. Deren Wertvorstellungen, die Ernst als „bürgerliche Saturiertheit der wilhelminischen Epoche“ bezeichnet, sind von Anfang an nicht vereinbar mit seinem Lebensentwurf. Die Werte der Eltern aus der Gründerzeit akzeptiert Ernst, der sich zu einem typischen Vertreter des neuen Lebensgefühls der Goldenen Zwanziger Jahren entwickeln wird, nicht.
Nach den ersten schriftstellerischen Erfolgen von Clara Viebig lebt die Familie bis zum Ende des Ersten Weltkrieges in wohlhabenden Verhältnissen. Im Elternhaus verkehren viele intellektuelle Größen der Zeit, unter ihnen auch Albert Einstein, dessen Geigenspiel Ernst später auf dem Klavier begleiten darf. Dem Sohn wird eine Kindheit mit Privatlehrer, Reitstunden, längeren Aufenthalte in Sanatorien zur Heilung seines Bronchialleidens und Musikunterricht ermöglicht. Dies wird von ihm jedoch nicht weiter geschätzt. Er sieht sich durch die Berufstätigkeit der Eltern vernachlässigt – nur wenn er krank gewesen sei, habe sich die Mutter ganz ihm gewidmet. Auch spielt er lieber mit Gassenkindern und lehnt den Umgang ab, den die Eltern für ihn wünschen.
Diese Diskrepanz setzt sich in der Jugendzeit und im Erwachsenenalter fort. Die Schule ist für Ernst eine Zeit des Drills. Den Beginn des Ersten Weltkrieges nutzt er, um sich als Freiwilliger zum Militär zu melden. Dadurch entkommt er dem Elternhaus, aber die ersehnte Freiheit entpuppt sich letztendlich als trügerisch: „Ich war in das Getriebe einer gigantischen Maschine geraten, hatte die Freiheit gesucht und die ekelhafteste Form der Sklaverei, den Kadavergehorsam, gefunden.“ Plan- und perspektivlos kehrt er aus dem Krieg zurück, fasst aber bald den Entschluss, Musik zu studieren und Kapellmeister oder Komponist zu werden.
Schon früh erwacht Ernsts Interesse am weiblichen Geschlecht. Allerlei Eskapaden versetzen die Eltern in Angst und Schrecken, so dass sie ihren Sohn, als er eine Beziehung zu einer ‚Demimondänen‘ aufnimmt, gewaltsam in ein Sanatorium verschleppen lassen. Er selbst sieht sich als einen Romantiker: „Ich fühlte mich stets wie ein junger Werther [...]. So oft ich liebte in meinem Leben: ich habe stets gelitten wie ein geprügelter Hund.“
Ernst Viebig zählt in dieser Zeit zu jenen jungen Menschen, die ein exzessives Leben führen, die Nacht zum Tage machen und sich in Unterweltkneipen und Künstlerateliers wohlfühlen, in denen weltanschauliche und politische Diskussionen geführt werden. Er verkehrt in Künstlerkreisen und ist stolz, wenn er mit Franz Werfel oder dem Grafen Coudenhove-Kalergi zusammen im gleichen Restaurant speist. Eine größere Erbschaft bringt er in kürzester Zeit durch, bevor das Geld ein Opfer der Inflation wird.
Die Musikerkarriere beginnt erfolgversprechend. Ernst heiratet die Solotänzerin eines Balletts, aber die Ehe zerbricht nach kurzer Zeit. Nach dieser Enttäuschung verfasst er seine erste Oper Nacht der Seelen. Er lernt seine zweite Ehefrau kennen, mit der er zwei Kinder haben wird. Die Eltern billigen zunächst nicht diese als unstandesgemäß empfundene Verbindung mit der ehemaligen Sekretärin: „Meine Mutter überschlug sich in hysterischem Geschrei, verfluchte Kind und Mutter und den Sohn obendrein [...]“ Bald aber glätten sich die Wogen und die Eltern unterstützen Kinder und Enkel immer wieder in allerlei Hinsicht.
Kurzfristig wird das Leben des jungen Familienvaters geordneter. Er beginnt, für mehrere Musikzeitschriften Artikel zu verfassen und arbeitet als Produktions- und Aufnahmeleiter. Hier findet er weitere Freunde; die „nächtelang zusammen rauchen, schreiben, gestikulieren und der Welt Rätsel lösen“. Mit seiner kleinen Familie erfreut er sich am Idyll des deutschen Weihnachtsfestes. Diese Zeit beschreibt er als eine relativ stabile Zeit seines Lebens, der eine wildbewegte Epoche und schließlich die Auswanderung folgt.
Die schlechte wirtschaftliche Lage lässt Ernst seine Arbeit verlieren. Seine zweite Oper, 
Die Mora, der er die Handlung des Romans seiner Mutter Absolvo te zugrunde legt, wird im Rundfunk gesendet, erlangt aber keine Bekanntheit. Er gerät im Strudel der politischen Polarisierung auf die Seite der Kommunisten. Zudem wirft eine Affäre mit einer verheirateten Frau Ernst derart aus der Bahn, dass er sich eigenständig in eine Nervenheilanstalt begibt, um sich von dieser Leidenschaft zu befreien. Diese Frau wird ihn später als Kommunisten denunzieren, was letzten Endes zu seiner Ausreise aus Deutschland führt.
Berufliche Perspektiven werden nach der „Machtergreifung“ der Nationalsozialisten für Ernst Viebig vernichtet. Er bemüht sich um eine Aufführung seiner Oper. Dies wird jedoch von Joseph Goebbels höchstpersönlich mit der Bemerkung abgelehnt: „Nein – Sie sind ‚als Jude‘ nicht berechtigt, deutsches Kulturgut zu verwalten.“ Dieses Erlebnis wie auch ein Kreuzverhör der Gestapo bewegt ihn, die schon mehrmals angedachte Auswanderung nun mit Nachdruck zu betreiben. Nach einem letzten Zusammentreffen mit den Eltern in Bad Bertrich tritt Ernst Viebig schweren Herzens die Fahrt nach São Paulo an.
Mit der Ausreise enden die biographischen Aufzeichnungen von Ernst Viebig. Sie werden durch Notizen der Ehefrau Irmgard Viebig und der Tochter Susanne Bial ergänzt.

## Verspätete Veröffentlichung des Manuskripts
Ernst Viebig verfasste seine Memoiren im Jahr 1957. Sie gelangten in den Besitz von Susanne Bial, die sie der Clara-Viebig-Gesellschaft überließ. Die Veröffentlichung im Rhein-Mosel-Verlag 2012 erfolgte zu Ehren des 60. Todestages von Clara Viebig.

## Interpretationsansätze
Der Beweggrund, seine Erlebnisse niederzuschreiben, war eine Lebenskrise. Der Tod von Ernst Viebigs langjähriger Lebensgefährtin stürzte ihn in eine tiefe Depression. Durch die schriftstellerische Selbstreflexion sortierte der Schreibende unverarbeitete Erlebnisse und fand wieder neuen Mut.
Die Erzählung ist chronologisch aufgebaut, wobei die alles überschattende spätere Auswanderung im Laufe der Erzählung immer mehr durch selbstreflexive Vorausschauen und Kommentare des Erzählers angedeutet wird. Die Handlung erstreckt sich von 1897, der Geburt Ernst Viebigs, bis ins Jahr 1934, dem Jahr seiner Ausreise nach Brasilien. Seine Erinnerungen sind mit dem historischen Hintergrund der wilhelminischen Epoche, der Weimarer Republik und deren Untergang sowie der Etablierung der Nationalsozialisten in Deutschland eng verwoben und lassen die Geschichte dieser Zeit plastisch werden. Eingebettet in diese Eckdaten ist eine Familienbiographie, die durch die Präsentation beider Großeltern – einer jüdischen Linie väterlicherseits und einer protestantischen Linie mütterlicherseits – weiter vor die Zeit Ernst Viebigs zurückgreift.
Ernst Viebig verbindet historische und gesellschaftliche Ereignisse mit seiner individuellen, meist konfrontativen Familiengeschichte. Den Leser lässt er insbesondere an seiner vita intima teilhaben, wobei die Schilderung seiner Eskapaden teilweise von einer schonungslosen Offenheit geprägt ist.
Die Ambivalenz, mit der Ernst Viebig seine Eltern zeichnet, ist repräsentativ für eine Zeit des politischen wie auch des moralischen Wertewandels. Von Interesse für die literarische Forschung ist Ernsts Darstellung seiner Mutter Clara Viebig, die sich schriftstellerisch als Verfechterin weiblicher Freiheiten einsetzte, während sie diese den Frauen in ihrem eigenen Leben nicht immer zugestanden habe. Insbesondere die Ablehnung seiner zweiten Ehefrau Irmgard schildert Ernst Viebig mit Unverständnis. Zeit seines Lebens kann der Sohn dieses Spannungsverhältnis zwischen Dichtung und Realität im Leben seiner Mutter nicht auflösen.
Volker Neuhaus vergleicht Ernst Viebig mit dem "etwas jüngeren Klaus Mann". Beider Leben sei "gleichermaßen getragen vom Ruhm und soliden Wohlstand der Eltern, von der eigenen exzentrisch genialen Begabung und vom kulturellen Aufbruchsklima innerhalb einer ausgeflippten jeunesse dorée der Zwanziger Jahre [...]." Für beider Leben gilt das, was Ernst Viebig, ein passionierter Bergsteiger, bezüglich des 'tieferen geistigen Gehaltes' jeglichen Bergwanderns aphorismenhaft feststellt: "Wer nie auf der Höhe stand, wird auch die Tiefe nicht kennen."